# Кампания Уонгануи
Кампания Уонгануи (16 апреля — 23 июля 1847 года) — вооруженное столкновение британских поселенцев и коренного населения — маори в районе английского поселения Уонгануи.

## Фон
Поселение Уонгануи было создано в 1840 году на земле, которую в ноябре 1839 года приобрел у маори полковник Уильям Уэкфилд, лидер первой колониальной экспедиции в Новую Зеландию и один из основателей Веллингтона. По состоянию на 1845 год, в поселке насчитывалось около двухсот человек и около 60 домов. Английское поселение было окружено деревнями маори, в которых проживало около четырех тысяч жителей. Несмотря на торговлю между колонистами и маори, существовали трения из-за захваченных земель. Некоторые местные вожди маори отрицали, что они продали англичанам спорные земли. Лидером местных маори считался вождь Те Мамаку, глава племени нгати-хауа-те-ранги.
В декабре 1846 года в посёлок Уонгануи прибыло 180 солдат из 58-го полка и 4 артиллериста с 12-фунтовыми пушками для защиты города от возможного нападения туземцев. В мае следующего года гарнизон пополнился за счет 100 солдат гренадерской роты 65-го полка. Вождь Те Мамаку поклялся, что будет воевать только с солдатами, а не с поселенцами.

## Военные действия
18 апреля 1847 года маори умертвили на одной из ферм четверых поселенцев — женщину и троих детей. Виновники убийства были схвачены самими маори и выданы англичанам. 26 апреля по приговору суда четверо маори, участники набега, были повешены в Уонгануи. На следующий день большая группа вооруженных маори (от 500 до 600 чел.) осадила посёлок и форт Уонгануи, начав обстреливать их из мушкетов. Повстанцы сожгли и разграбили практически все фермы в окрестностях городка. На протяжении нескольких недель обе стороны усиливались, к англичанам прибыла еще одна рота, так что гарнизон вместе с вооруженными колонистами достиг 400 человек. Силы маори оценивались в 600—800 человек.
19 мая маори под командованием вождя Те Мамаку предприняли первый штурм посёлка Уонгануи, который осажденные смогли отбить. Часть посёлка была сожжена. В течение двух месяцев происходили стычки и перестрелки. Численность британского гарнизона достигла 750 человек. Англичане стремились вступить в открытое полевое сражение с противником и беспокоили его разведывательными рейдами. Вождь Те Мамаку уклонялся от генерального сражения. Он расположил свой лагерь в двух километрах от осажденного форта и начал строить вокруг него собственную крепость. С постройкой этой крепости британцы могли потерять весь район Уонгануи. Поэтому командир гарнизона майор Уайятт организовал атаку на противника.
19 июля начались тяжелые бои, в которых только дисциплина британцев обеспечила им преимущество и успех. 400 воинов маори попытались атаковать посёлок Уонгануи, но были отражены англичанами артиллерийский огнем и штыковой контратакой. Британцы потеряли убитыми трех солдат, один получил ранение. Потери маори — трое убитых и двенадцать раненых. 23 июля Те Мамаку вновь появился под осажденным фортом, но после непродолжительной перестрелки отступил в свою крепость в окрестностях Пипирики. Новозеландский губернатор Джордж Грей выступал за продолжение борьбы против маори, а майор Уайятт, командир гарнизона, требовал прекращения военных действий. В феврале 1848 года между англичанами и вождем Те Мамаку было заключено мирное соглашение.